# Collipulli

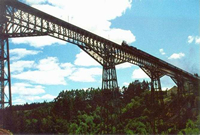
Monumento Nacional Viaduto de Malleco (Collipulli).

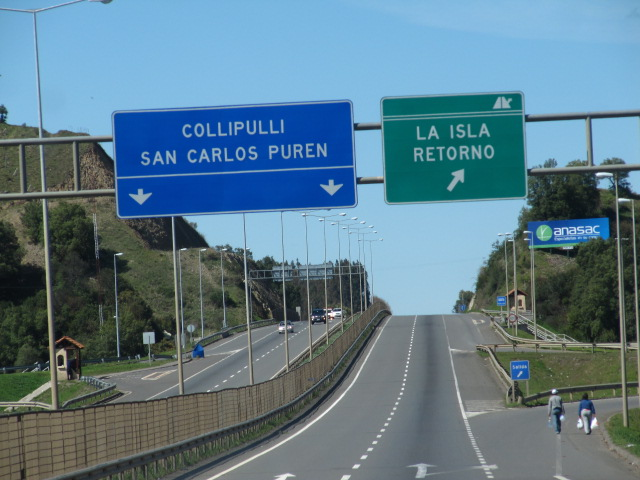
Placa indicando direção à Collipulli.

Collipulli é uma comuna do Chile, da Província de Malleco na IX Região de Araucanía.
A comuna limita-se: a oeste com Angol e Renaico; a norte e leste com a Região de Bío-Bío; a sul com Curacautín, Ercilla e Victoria.